# Antonio Farina (tipografo)
Antonio Farina (Piacenza, 1790 – Piacenza, 1873) è stato un tipografo italiano.

## Biografia
Antonio Farina è stato un tipografo italiano.
Fu rinomato incisore di caratteri nella Stamperia Reale di Torino.
La sua notorietà è dovuta soprattutto alla realizzazione del carattere tipografico più piccolo che sia mai stato inciso: un microscopico due punti, sul corpo di tre punti.
Questa tecnica fu ripresa dai fratelli tipografi, editori e librai di Padova Antonio e Luigi Salmin, nelle loro edizioni microscopiche composte dalla Tipografia patavina Minerva, utilizzando proprio i caratteri di corpo due su tre punti, incisi nel 1834 su acciaio da  Antonio Farina e da lui ribattezzati "occhio di mosca".
Questi caratteri, fusi nel 1850 per commissione degli editori milanesi Giacomo e Giovanni Gnocchi da L. Corbetta di Monza, furono dimenticati per molto tempo fino a che vennero riutilizzati dai fratelli Salmin.